# Ouled Selama
Ouled Selama là một đô thị thuộc tỉnh Blida, Algérie. Dân số thời điểm năm 2002 là 15.956 người.